# Park Narodowy Hamra
Park Narodowy Hamra (szw. Hamra nationalpark) – park narodowy w Szwecji, położony na terenie gminy Ljusdal, w regionie Gävleborg. Został utworzony w 1909 w celu ochrony pierwotnego lasu iglastego.
Na początku XX wieku obszar objęty parkiem narodowym nazywano "prawdopodobnie najlepszym przykładem pierwotnego lasu porastającego kiedyś Szwecję". Obecnie jest to jedyna pozostałość po tym lesie, gdyż park otoczony jest plantacją drzew iglastych .
Park położony jest na dwóch pagórkach morenowych otaczających niewielkie jezioro. Najstarsze świerki (Picea abies) mają ponad 300 lat i są pokryte gęstymi porostami. Aby zachować pierwotny charakter lasu, przewrócone i martwe drzewa nie są usuwane.
Na terenie parku nie występuje wiele gatunków roślin i zwierząt. Najliczniej reprezentowaną grupą są owady, w tym około 450 gatunków chrząszczy.
Park jest łatwo dostępny dla turystów. Prowadzi do niego utwardzona droga, na której końcu, w pobliżu jeziora Fågelsjö, znajduje się parking i tablica informacyjna. Jedyny szlak turystyczny wytyczony na terenie parku na niektórych podmokłych odcinkach został poprowadzony po drewnianych kładkach.

## Przypisy

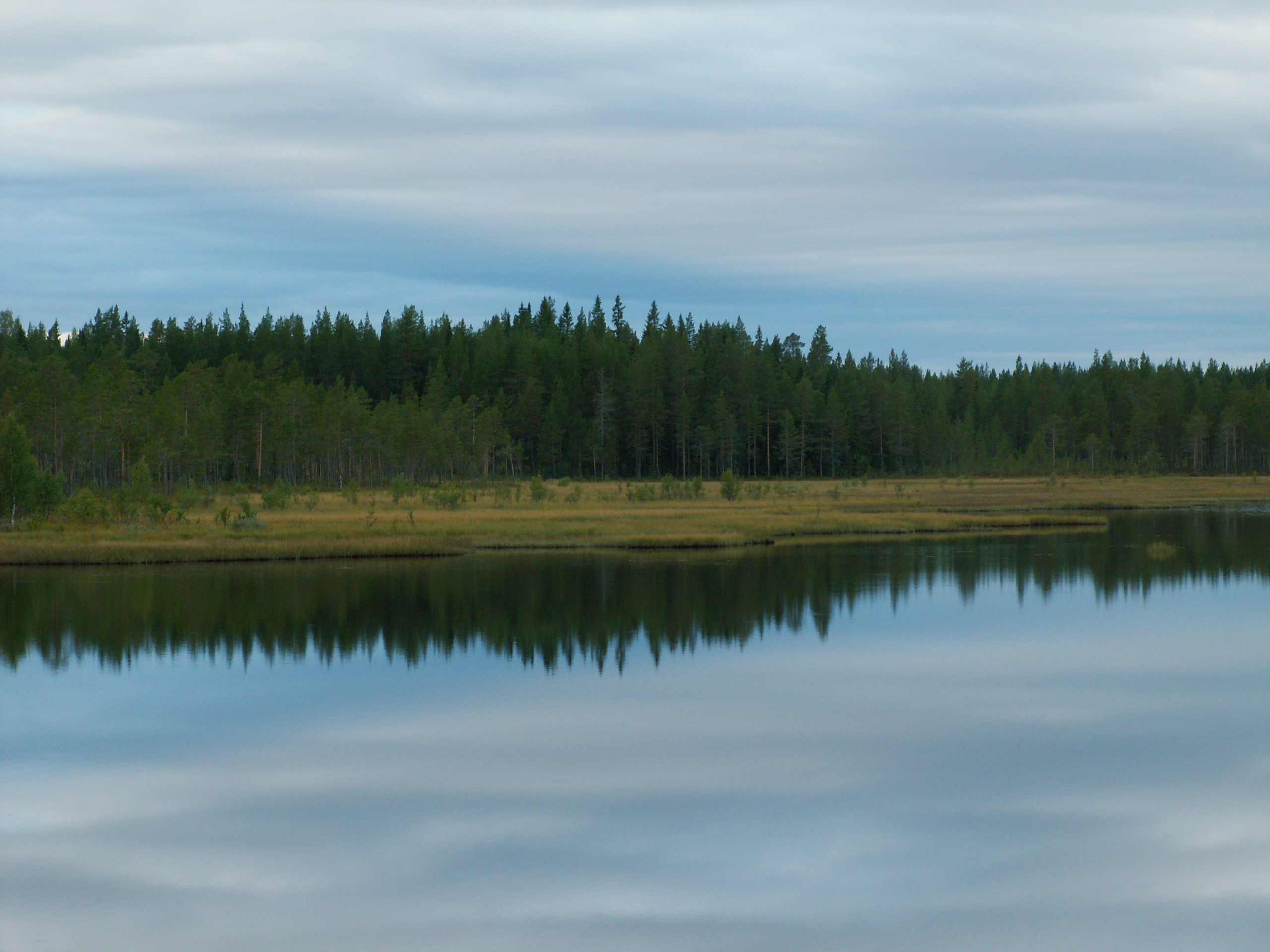
Park Narodowy Hamra, jezioro Svansjön